# Fidija
Fidija, grč. Pheidias, (Atena, oko 500. pr. Kr. – ?, 438. pr. Kr.) je bio najslavniji grčki kipar svog vremena. 
Njegovo kiparstvo je sinonim za najčišći izraz zrele klasike i ideal harmonične ravnoteže božanskog i ljudskog. Sintetizirao je duh, snagu i strast koji su se rodili u okviru Periklovih političko-religioznih koncepcija i u ozračju atenske demokracije. 

## Životopis
Autor koji je dao pečat jednoj razvojnoj fazi grčke umjetnosti poznat je samo po kopijama i replikama, te nekoliko škrtih vijesti iz antičkih izvora (Plutarh, Plinije i Pauzanija). Po antičkim izvorima, Fidija je bio učenik Hegije.
Zapamćen je u antičkoj tradiciji kao čuveni majstor dviju golemih skulptura izrađenih u hrizelefantinskoj tehnici (sklapanje dijelova izlivenih u bronci): Atena Partenos (Atena Djevica) i Zeusa Olimpijskog.
Periklo mu je 448. g. Pr. Kr. povjerio nadzor nad gradnjom Partenona na atenskoj Akropoli na kojoj je uradio sve plastične ukrase.
Antički izvori spominju i nekoliko njegovih učenika: Alkmen, Kolot i Agorakrit.

## Djela
Atena Partenos, zaštitnica grada Atene, simbol atenskog polisa, prikazana je kao uzvišena božica bliska ljudima. Poznata je po opisima iz tog doba, reprodukcijama na antičkom novcu i gemama (glava na Aspazijevoj gemi), te po kasnijim grčkim i rimskim replikama i kopijama (statua iz Varvakiona). Prikazana je ogrnuta poplosom, sa šljemom i egidom, te figurom Nike (božica pobjede) u ispruženoj desnici, kako stoji na postolju na kojemu je u reljefu prikazano Atenino rođenje.

O Zeusu Olimpijskome postoji još manje podataka, ali zabilježeno je kako je prikazan kao uzvišen i blag otac bogova i ljudi. Po opisu sjedi na prijestolju dekoriranom reljefima olimpijskih pobjednika, sfingama, Horama i Niobom s kćerima; u desnici nosi Niku, a u ljevici sceptar (žezlo u obliku koplja).
Monumentalna plastična dekoracija na Partenonu (zabatne figure i friz) vjerojatno je djelo kolektivnog rada njegove radionice, izveden po njegovoj zamisli i pod njegovom paskom. Reljefi i skulpture s Partenona predstavljaju: Gigantomahija (bitka bogova s titanima); Borba Atenjana s kentaurima i Amazonkama; Trojanski rat i Povorka panatenejskih svečanosti. 
Likovi božanstava s hramskih zabata sačuvani su u izvorniku, a njihovi dijelovi nalaze se u muzejima u Ateni i Londonu (kao Elgin marbles u Britanskom muzeju).
Za Artemidin hram u Efezu Fidija je izradio brončani kip Amazonke, a pripisuju mu se i mnoge mramorne ili brončane Atene, Afrodite i Apoloni kao olimpijski pobjednici (Apolon iz Kassela).

### Galerija odabranih djela
- Portret Atene Partenos iz Varvakiona.
- Antiohova mramorna grčka kopija Atene Partenos iz 1. st. pr. Kr. Nacionalni muzej u Rimu.
- Rimska mramorna kopija Atene Partenos iz 2. st. Visina 2,4 m, Louvre, Pariz.
- Apolon iz Kassela, 2 m visok, rimska kopija iz 2. st, Louvre, Pariz.
- Skulpture zabatnog trokuta s Partenona (lijevi dio), visina 1,3 m, oko 447.-432. pr. Kr., Nacionalni muzej, London.
- Skulpture zabatnog trokuta s Partenona (desni dio), visina 1,3 m, oko 447.-432. pr. Kr.
- Detalj zabata s likom Dioniza, visina 1,3 m, London.
- Portret konja, detalj zabata Partenona.
- Bitka Atenjana s kentaurima, 1,35 m visok mramor, metopa s Partenone, Britanski muzej, London.
- Elgin marbles, detalj unutarnjeg friza s Partenona, Britanski muzej, London.
- Demetra, rimska kopija statue iz Fidijine škole iz 420. pr. Kr. Vatikanski muzeji, Vatikan.

## Poveznice
- Umjetnost stare Grčke
- Kiparstvo
- Grčki kanon

## Vanjske poveznice
- Fidija na Wapedia.